# Kostverloren (Groningen)

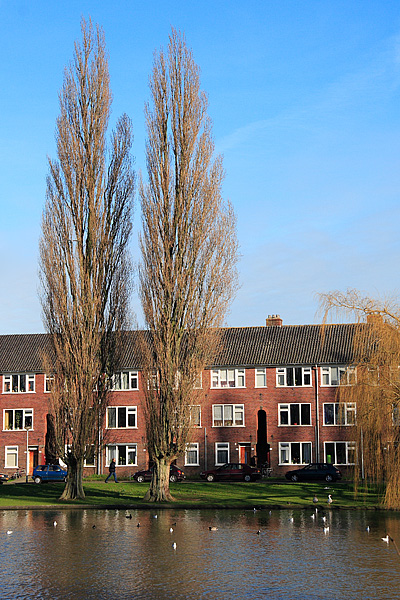
Vijver aan de Adriaan van Ostadestraat

Kostverloren (Gronings: Kostvlies) is een buurt in de Nederlandse stad Groningen. De buurt wordt begrensd door het Hoendiep, de Friesestraatweg en de spoorlijn Groningen - Roodeschool-Eemshaven. Kostverloren maakt deel uit van de wijk Oud-West.
Van 1884 tot 1924 lag hier ook een stopplaats aan het spoor. Het gebied hoorde toen nog bij de voormalige gemeente Hoogkerk. Het was min of meer een dorpje, los van Groningen. De naam komt ten minste sinds 1733 voor. In 1912 werd het bij de gemeente Groningen gevoegd.
De eerste bebouwing ontstond langs het spoor, de Eerste en Tweede Spoorstraat. Uit dezelfde tijd dateren de huizen langs de Friesestraatweg bij de spoorwegovergang. Ook de Kortestraat en de Smalstraat werden toen bebouwd en hoorden oorspronkelijk ook bij Kostverloren. Beide straten zijn sindsdien gesaneerd en worden nu tot de Schildersbuurt gerekend.
De buurt werd in de jaren daarna uitgebreid tot aan het Hoendiep. In eerste instantie noemde de gemeente de nieuwe aanwinst West-end, maar die naam is nooit ingeburgerd geraakt.
In de provincie Groningen komt het toponiem ten minste negen maal voor, onder andere in Delfzijl (1647), Finsterwolde (1895) en Zuidbroek (1739). Ook elders is het bekend.
1. ↑  Inclusief het A-kwartier, Academiekwartier, Bisschopskwartier en Ebbingekluft
2. ↑  Inclusief Ruskenveen
3. ↑  Euvelgunne en Roodehaan zijn onderdeel van de MEER-dorpen, maar vallen onder de wijk Zuidoost
4. ↑  Inclusief de subbuurten De Wierden (waaronder het bouwblok Heemwerd), Rietlanden en Reitdiephaven
5. ↑  Voorheen Korrewegwijk genoemd
6. ↑  Voorheen Korrewegbuurt genoemd